# Chàng Lía
Chàng Lía (1760 - 1779) là một thủ lĩnh khởi nghĩa nông dân ở Đàng Trong thời Chúa Nguyễn vào thế kỉ 18, được biết đến nhiều qua miếng võ "cú nhảy cá lóc". Khi khởi nghĩa chống chúa Nguyễn thất bại, chàng Lía đã phẫn uất mà tự sát.

## Truyền thuyết

### Cú nhảy cá lóc
Lúc nhỏ, Lía vì nhà nghèo nên phải đi chăn trâu thuê cho địa chủ trong vùng. Lía thường tổ chức chơi trò đánh trận với các trẻ em chăn trâu. Một lần, tình cờ trông thấy một chú cá lóc vọt phốc từ dưới nước lên qua một bờ đất cao, Lía nảy ý muốn học thế nhảy này. Hàng ngày, Lía đào một cái hố, rồi đứng dưới hố bắt chước theo thế nhảy của cá lóc nhảy vọt lên. Do khổ luyện nên khả năng của Lía mỗi ngày một tăng. Theo truyền thuyết, sau khi tập luyện thành công cú nhảy cá lóc, Lía có thể tung người nhảy vọt qua khỏi nóc nhà. Cũng nhờ cú nhảy cá lóc, Lía đã nhiều lần thoát thân khi đi cướp của người giàu chia cho dân nghèo hay những lúc đánh nhau với quân lính.
Lía tuy giỏi võ, nhưng Lía từng có một lần phải chịu thất bại thảm hại khi đánh nhau với một người phụ nữ. Người phụ nữ này chính là mụ Mẫn, người bán thịt heo cũng thuộc dạng giàu có. Đêm đó Lía đến để cướp nhưng đã bị mụ Mẫn đánh bại. Lía đánh không lại đành phải dùng cú nhảy cá lóc vọt qua tường rào để chạy thoát thân.

## Nguyên nhân khởi nghĩa
Giữa thế kỷ 18, chính quyền họ Nguyễn ở Đàng Trong suy yếu dần. Việc mua quan chức phổ biến. Số quan lại ngày càng tăng, nhất là quan thu thuế. Có nơi một xã có 20 xã trưởng và hàng chục nhân viên thu thuế (gọi là tướng thần). Quan lại, cường hào kết thành bè cánh đàn áp bóc lột nhân dân thậm tệ, đua nhau ăn chơi xa xỉ. Trương Phúc Loan nắm hết quyền hành, tự xưng "quốc phó", khét tiếng tham nhũng ở triều đình Phú Xuân.Quan tham nhũng ở khắp nơi, vàng bạc đầy nhà
Nông dân bị địa chủ cường hào lấn chiếm ruộng đất. Nhân dân đồng bằng phải nộp nhiều thứ thuế, nhân dân miền núi phải nộp lâm thổ sản.
Cuộc sống nhân dân ngày càng khổ cực. Nỗi bất bình oán giận của các tầng lớp xã hội đối với chính quyền họ Nguyễn ngày càng dâng cao. Cuộc khởi nghĩa chàng Lía đã bùng lên trong hoàn cảnh đó.

## Diễn biến
Căn cứ khởi nghĩa của chàng Lía là Truông Mây, ngày nay thuộc địa phận xóm Ba, thôn Phú Thuận, xã Ân Đức, huyện Hoài Ân, tỉnh Bình Định, cách huyện lỵ khoảng 3 km. Lía xuất thân từ một gia đình nghèo khổ. Vì bất bình cảnh quan lại hà hiếp và bóc lột người dân, Lía đã phất cờ khởi nghĩa và nhận được sự giúp đỡ ủng hộ nhiệt tình của nhiều nông dân nghèo. Sau khi được đông đảo nhân dân ủng hộ, Lía lập căn cứ vững chắc ở Truông Mây. Nghĩa quân Lía hoạt động với chủ trương "cướp của người giàu chia cho người nghèo". Lía đã từng thử đi thi tuyển nhưng thấy cảnh quan lại ăn hối lộ nên Lía tức mình đem quân đi giết các quan phủ hối lộ. Quân Nguyễn đã cố gắng đàn áp nghĩa quân sau, nhưng vẫn không tài nào diệt được Lía. Biết không thể dùng vũ lực nên quân triều đình bày mưu hãm hại Lía. Các quan tuần phủ cố gắng tìm gia đình vợ Lía và thuyết phục nàng phản bội Lía. Một hôm, trong một bữa tiệc, vợ Lía dụ binh sĩ của Lía uống say, vì thế quân triều đình đã đến dễ dàng diệt gọn nghĩa quân chàng Lía. Cuối cùng, chỉ còn mình Lía trốn thoát bỏ lên núi, uất hận mà tự sát.

## Nhân vật lịch sử
Mặc dù thông tin cụ thể chưa xác định được, song có giả thuyết cho rằng chàng Lía vốn tên thật là Võ Văn Doan, quê nội huyện Phù Ly (huyện Phù Mỹ, tỉnh Bình Định ngày nay), quê ngoại làng Phú Lạc, tổng Thời Hòa, huyện Tuy Viễn (huyện Tây Sơn tỉnh Bình Định ngày nay). Lía xuất thân trong 1 gia đình nghèo khổ. Là người có khí khái, giỏi võ nghệ, Lía tập hợp dân nghèo nổi dậy, chọn Truông Mây (Hoài Ân, Bình Định) làm căn cứ, lấy của người giàu chia cho người nghèo.

## Trong văn học
Truyện Chàng Lía được ghi lại trong văn học Việt Nam qua vở thơ tuồng với tựa Văn Doan diễn ca hay Văn Doan diễn hí. Khác với truyện thơ lục bát, thơ tuồng thêm những đoạn văn xuôi thuộc thể hát tuồng. Bản nôm cổ nhất rõ niên đại còn lưu lại là bản in năm 1896.
Ngoài ra văn học truyền khẩu cũng ghi lại vài câu về Chàng Lía.

### Ca dao
Ai vào Bình Định mà nghe

Nghe thơ chàng Lía, hát vè Quảng Nam.
Chiều chiều én liệng Truông Mây,
Cảm thương chú Lía bị vây trong thành.

### Bài vè
...Lên yên thẳng xuống trùng trùng rinh rang,
Lâu la kén đủ thăm ngàn,
Thình lình cướp trại đánh ngang quân triều.
Quân binh đang lúc bao vây,
Chợt đâu bị đánh, xiết bao hãi hùng...